# 大場美奈
大場美奈（日语：／ Ōba Mina */?，1992年4月3日—）是日本偶像藝人，為前女子偶像團體SKE48 Team KII隊長，2009年以AKB48第9期生身分出道，曾任AKB48初代Team 4的隊長，2014年移籍至SKE48。出生於神奈川縣，所屬經紀公司為日本音樂娛樂。

## 經歷
2007年
- 5月，參加AKB48第4期的甄選不合格。

2008年
- 12月，參加AKB48第四回研究生7期生的甄選不合格。

2009年
- 9月20日，參加AKB48第六回研究生9期生的甄選合格。

2010年
- 12月8日，AKB48劇場5周年特別記念公演，與同期的島崎遙香、島田晴香、竹内美宥、永尾瑪利亞、中村麻里子、森杏奈和山內鈴蘭發表成為正規成員昇格。

2011年
- 4月15日，在电视马路须加学园2 中出演。
- 6月6日，於TOKYO DOME CITY HALL舉行的『「獻給錯過的你們」～AKB48全體總動員公演～』，向日葵组 1st Stage「我的太阳」公演中發表新成立的Team 4[1]。
- 6月9日， 在AKB48第22張單曲選拔總選舉中获得5,411票，位居第35名。
- 7月23日，於演唱會『AKB48 好嘞～出發嘍～！in 西武巨蛋』的第二天發表隊長任職申明，成為Team 4隊長。
- 9月2日，因之前BLOG事件辭去Team4隊長職務，演藝活動暫時停止[2]。發表辭去隊長職務的同時也退出第24張單曲選拔猜拳大會。[3]
- 11月12日，在幕張展覽館舉行的「風正在吹」劇場盤握手会，宣佈在2012年1月開始復歸Team4[4]。

2012年
- 1月4日，在劇場公演復歸[5]。還有，同日復歸Team4隊長[6]。
- 3月25日，在演唱會『業務連絡。拜託了，片山部長！ in埼玉超級競技場』的第3日公演發表移籍到日本音樂娛樂[7][8]。
- 4月14日，出演电视剧私立马鹿兰高校并在剧中饰演后宫沙耶一角。
- 6月6日，在AKB48第27張單曲選拔總選舉中得到第57位，進入Future Girls選抜[9]。
- 8月24日，於東京巨蛋舉辦「AKB48 in TOKYO DOME ～1830m的夢想～」的第一天組閣中宣佈Team 4解散，大場美奈編入梅田Team B。[10]
- 10月13日，首次出演电影，在劇場版 私立馬鹿蘭高校中，饰演后宫沙耶一角。

2013年
- 4月28日，在演唱會AKB48團臨時總會～黑白分明！～的第四日宣布兼任SKE48 Team KII。[11]
- 6月8日，AKB48第32張單曲選拔總選舉中獲得15064票，位居第48名。
- 7月，在SKE48的第12张单曲唱片美丽的闪电中首次成为单曲选抜成员。
- 9月18日，在日本武道館舉行的AKB48第34張單曲選拔猜拳大會中獲得第4，首次成為AKB48的選抜成員。

2014年
- 2月24日，「AKB48集團大組閣祭」中宣佈取消AKB48的兼任，移藉至SKE48 Team KII，並擔任Team KII的副隊長。
- 4月24日，大場美奈正式移藉至SKE48 Team KII。
- 6月7日，AKB48第37張單曲選拔總選舉中獲得14555票，位居第56名。

2015年
- 3月30日，SKE48 Team KII隊長古川愛李畢業，大場美奈接任Team KII隊長，而Team KII的副隊長由内山命接任。
- 4月16日，与同为SKE48的成员江笼裕奈，高柳明音一同来港，与香港的粉丝一同进行FAN MEETING.
- 6月6日，AKB48第41張單曲選拔總選舉中獲得24708票，位居第27名。
- 10月22日，在AKB48 所策划的AKB恐怖夜 肾上腺素之夜 中，首次单独主演，饰演 明日香一角。

2016年
- 6月18日，AKB48第45張單曲選拔總選舉中獲得32118票，位居第22名。

2021年
- 10月9日，于東海ラジオ「SKE48♡1＋1＋1は3じゃないよ！」的直播中宣布，将于2022年4月的30岁生日时自SKE48毕业[12]。

2023年
- 1月28日，宣布與福岡軟銀鷹隊球員石川柊太結婚。

## 人物
- 9期生中最年長成員，2010年12月8日成為正規成員是Team研究生全体最年長的。大場於AKB48的甄選二度落選，2009年徵選時，若再不合格即想放棄。因此，喜歡的話語也是「第三次的老實」，意指三度嘗試[13]。
- 剧场支配人户贺崎智信的评价是“毒舌对方的同时也使自己的吐槽点变的更有趣。脑子转的很快的人。”
- 優點是「想到各式各樣的事情然後行動」，缺點是「绝對不可以输」。
- 喜歡的食物是土豆，討厭的食物是蕃茄[13]。
- 目標成為的藝人是北川景子[13]。
- 被定為AKB48的新綜藝能手，在隊內的綜藝學習對象是指原莉乃和大家志津香。
- 與NMB48的Team M前隊長山田菜菜出生日期為同年、同月、同日且同血型，兩人更曾在同一隊伍活動過（山田兼任Team KII的時候）。
- 2012年因《AKB48神TV》節目的企劃取得「氣焊」資格。
- 喜歡乃木坂46的西野七瀨，曾經試過到乃木坂46的休息室偷偷走到西野七瀨旁邊聞西野的味道，令其他乃木坂46的成員大吃一驚。

## AKB48集团參加歌曲

### 單曲CD
SKE48名义
|      | 發行日期       | 單曲名稱           | 參與歌曲名稱         | 名義                 | 收錄於 | MV | 備註                     |
| ---- | -------------- | ------------------ | -------------------- | -------------------- | ------ | -- | ------------------------ |
| 12th | 2013年07月17日 | 美麗的閃電         | 美麗的閃電           |                      | 全版本 | ★  | A面曲 初次进入选拔       |
| 12th | 2013年07月17日 | 美麗的閃電         | 只有兩個人的遊行     | Team KII             | Type-B | ★  |                          |
| 13th | 2013年11月20日 | 赞成卡哇伊！       | 贊成卡哇伊！         |                      | 全版本 | ★  | A面曲                    |
| 13th | 2013年11月20日 | 赞成卡哇伊！       | 一直一直在前方的今天 | Selection 18         | 劇場盤 |    |                          |
| 14th | 2014年03月19日 | 未來是什麼？       | 未來是什麼？!        |                      | 全版本 | ★  | A面曲                    |
| 14th | 2014年03月19日 | 未來是什麼？       | S子與測謊器          | Team KII             | Type-C | ★  |                          |
| 15th | 2014年07月30日 | 笨拙的太陽         | 笨拙的太陽           |                      | 全版本 | ★  | A面曲                    |
| 15th | 2014年07月30日 | 笨拙的太陽         | Coming soon          | 賽艇選拔             | 全版本 |    |                          |
| 15th | 2014年07月30日 | 笨拙的太陽         | 就只是朋友           | Selection 10         | 全版本 |    |                          |
| 15th | 2014年07月30日 | 笨拙的太陽         | 再見了 昨天的我      | Team KII             | Type-B | ★  |                          |
| 16th | 2014年12月10日 | 12月的袋鼠         | 12月的袋鼠           |                      | 全版本 | ★  | A面曲                    |
| 16th | 2014年12月10日 | 12月的袋鼠         | DA DA 機關槍         | Team KII             | Type-B | ★  |                          |
| 16th | 2014年12月10日 | 12月的袋鼠         | 愛的規則             | Four Card            | Type-D | ★  |                          |
| 17th | 2015年03月31日 | 風情萬種塞車中     | 風情萬種塞車中       |                      | 全版本 | ★  | A面曲                    |
| 17th | 2015年03月31日 | 風情萬種塞車中     | 今夜Join us!         | Team KII             | Type-B | ★  |                          |
| 17th | 2015年03月31日 | 風情萬種塞車中     | 夜的教科書           | Selection 17         | 劇場盤 |    |                          |
| 18th | 2015年08月12日 | 向前衝             | 向前衝               |                      | 全版本 | ★  | A面曲                    |
| 18th | 2015年08月12日 | 向前衝             | 這焦躁使我無能       | Team KII             | Type-B | ★  |                          |
| 19th | 2016年03月30日 | 膽小鬼LINE         | 膽小鬼LINE           |                      | 全版本 | ★  | A面曲                    |
| 19th | 2016年03月30日 | 膽小鬼LINE         | 接吻位置             | Team KII             | Type-B | ★  |                          |
| 19th | 2016年03月30日 | 膽小鬼LINE         | 旅途中               | 宮澤佐江和朋友們     | Type-D | ★  |                          |
| 20th | 2016年08月17日 | 金的愛，銀的愛     | 金的愛，銀的愛       |                      | 全版本 | ★  | A面曲                    |
| 20th | 2016年08月17日 | 金的愛，銀的愛     | Happy Ranking        | Rankingirls2016      | Type-A | ★  |                          |
| 21st | 2017年7月19日  | 意外是芒果         | 意外是芒果           |                      | 全版本 | ★  | A面曲                    |
| 21st | 2017年7月19日  | 意外是芒果         | 奇迹的流星雨         | Passion for you 选拔 | 全版本 |    |                          |
| 21st | 2017年7月19日  | 意外是芒果         | 画一个圈             | Team KII             | Type-B |    |                          |
| 22nd | 2018年1月10日  | 無意識的色彩       | 无意识的色彩         |                      | 全版本 | ★  | A面曲                    |
| 22nd | 2018年1月10日  | 無意識的色彩       | We're Growing Up     | 爱知丰田选拔         | 全版本 |    |                          |
| 22nd | 2018年1月10日  | 無意識的色彩       | 破晓的野狼           | SAGAMI CHAIN选拔     | Type-B |    |                          |
| 23rd | 2018年7月4日   | 突如其來Punchline  | 突如其来Punchline    |                      | 全版本 | ★  | A面曲                    |
| 23rd | 2018年7月4日   | 突如其來Punchline  | 花香交响曲           | Passion for you 选拔 | 全版本 |    |                          |
| 23rd | 2018年7月4日   | 突如其來Punchline  | 谁的耳朵             | Team KII             | Type-B | ★  |                          |
| 24th | 2018年12月12日 | Stand by you       | Stand by you         |                      | 全版本 | ★  | A面曲                    |
| 24th | 2018年12月12日 | Stand by you       | 乡民们啊             | 爱知丰田选拔         | 全版本 |    |                          |
| 24th | 2018年12月12日 | Stand by you       | 踢飞之后再给你一吻   | Team KII             | Type-B | ★  | 和古畑奈和共同担任Center |
| 24th | 2018年12月12日 | Stand by you       | 神不会抛下你         |                      | 剧场版 |    |                          |
| 25th | 2019年7月24日  | FRUSTRATION        | FRUSTRATION          |                      | 全版本 | ★  |                          |
| 25th | 2019年7月24日  | FRUSTRATION        | 要来玩游戏吗？       | Passion For You选拔  | 全版本 |    |                          |
| 26th | 2020年1月15日  | 也是有這樣的對吧？ | 也是有这样的对吧？   |                      | 全版本 | ★  | A面曲                    |

AKB48名義
|      | 發行日期       | 單曲名稱           | 參與歌曲名稱           | 名義                | 收錄於        | MV | 備註                |
| ---- | -------------- | ------------------ | ---------------------- | ------------------- | ------------- | -- | ------------------- |
| 16th | 2010年05月26日 | 馬尾與髮圈         | 我的YELL               | Theater Girls       | Type-A 劇場盤 | ★  | 出道作品            |
| 19th | 2010年12月08日 | 機會的順序         | 水果‧雪                | Team 研究生         | 劇場盤        |    |                     |
| 20th | 2011年02月16日 | 變成櫻花樹         | 黃金中央人物           | Team 研究生         | 劇場盤        |    |                     |
| 21st | 2011年05月25日 | Everyday、髮箍     | 鬥魂                   |                     | Type-A        | ★  |                     |
| 21st | 2011年05月25日 | Everyday、髮箍     | Anti                   | Team 研究生         | 劇場盤        |    |                     |
| 22rd | 2011年8月24日  | 飛翔入手           | 不能拥抱你             | Under Girls         | Type-A        | ★  |                     |
| 22rd | 2011年8月24日  | 飛翔入手           | 不知不觉的青春         |                     | Type-A        |    |                     |
| 26th | 2012年05月23日 | 仲夏的Sounds good! | 3滴眼泪                | Special Girls       | 全版本        |    |                     |
| 27th | 2012年08月29日 | 格子花紋           | Show Fight             | Future Girls        | Type-B        | ★  |                     |
| 28th | 2012年10月31日 | UZA                | 不是正義使者的英雄     | Team B              | Type-B        | ★  |                     |
| 29th | 2012年12月05日 | 永遠的壓力         | 我们的Reason           |                     | 剧场版        |    |                     |
| 30th | 2013年02月20日 | So long!           | Waiting Room           | Under Girls         | 全版本        | ★  |                     |
| 30th | 2013年02月20日 | So long!           | 怎麼會在那裡踩到狗屎？ | Team B              | Type-B        | ★  |                     |
| 31st | 2013年5月22日  | 再見自由式         | 浪漫手枪               | Team B              | Type-B        |    |                     |
| 32nd | 2013年8月21日  | 戀愛的幸運餅乾     | 这一次一定要心醉神迷   | Next Girls          | Type-A        |    |                     |
| 33rd | 2013年10月30日 | 真心電流           | Tiny T-shirt           | Team B              | Type-B        |    |                     |
| 33rd | 2013年10月30日 | 真心電流           | 快速与动体视力         | Under Girls         | 全版本        |    |                     |
| 34th | 2013年9月18日  | 倘若在梧桐树什么的 | 倘若在梧桐树什么的     |                     | 全版本        | ★  | A面曲，首次进入选拔 |
| 34th | 2013年9月18日  | 倘若在梧桐树什么的 | Escape                 | SKE48               | Type-S        |    |                     |
| 35th | 2014年2月26日  | 勇往直前           | KONJO                  | Talking Chimpanzees | Type-C        |    |                     |
| 36th | 2014年5月21日  | 拉布拉多猎犬       | 拉布拉多猎犬           |                     | 全版本        | ★  | A面曲               |
| 37th | 2014年8月27日  | 心意告示牌         | 个性差的女生           | Future Girls        | Type-B        | ★  |                     |
| 38th | 2014年11月26日 | 希望無限           | 我想歌唱               | 嘉德丽亚兰组        | Type-C        | ★  |                     |
| 39th | 2015年3月4日   | Green Flash        | 如果世界在哭泣         | SKE48               | Type-S        | ★  |                     |
| 41st | 2015年8月26日  | Halloween Night    | 再见冲浪板             | Under Girls         | Type-A,B      | ★  |                     |
| 43rd | 2016年3月9日   | 你就是旋律         | Gonna Jump             | SKE48               | Type-A        | ★  |                     |
| 45th | 2016年8月31日  | LOVE TRIP/分享幸福 | 传说的鱼               | Under Girls         | Type-A        | ★  |                     |
| 46th | 2016年11月16日 | High Tension       | Better                 | 9期生               | Type-B        | ★  |                     |
| 47th | 2017年3月15日  | Shoot Sign         | Vacancy                | SKE48               | Type-A        | ★  |                     |
| 48th | 2017年5月31日  | 空有願望           | 当代PARA               |                     | 全版本        | ★  |                     |
| 49th | 2017年8月30日  | #就是喜欢你        | 拖泥带水的爱恋         | Under Girls         | 全版本        | ★  |                     |
| 51st | 2018年3月14日  | Ja-Ba-Ja           | 爱的丧期届满           | SKE48               | Type-A        | ★  |                     |
| 53rd | 2018年9月19日  | 感傷列車           | 感伤列车               |                     | 全版本        | ★  | A面曲               |
| 54th | 2018年11月28日 | NO WAY MAN         | 即使如此她依旧         | 大人选拔2018        | Type-B        | ★  |                     |

### 劇場公演小组曲
研究生「偶像的黎明」公演
- 遺憾少女

研究生「戀愛禁止條例」公演
- 盛夏的聖誕玫瑰

研究生「劇場的女神」公演
- 夜風的惡作劇

TeamB 5th Stage「劇場的女神」公演
- 愛情的捉迷藏（前座Girl）
- 夜風的惡作劇※

※柏木由紀的代演
Team A 6th Stage「目擊者」公演
- 迷你裙的妖精（前座Girl）
- 手牽手※

※前田敦子的代演
1. 仙人掌與淘金熱※

※篠田麻里子的組曲Under
Team K 6th Stage「RESET」公演
- 檸檬的年紀（前座Girl）
- 心端的沙發※

※藤江れいな的代演
Team 4 1st Stage「我的太陽」公演
- 暮蟬之戀

Team KII 4th Stage「劇場的女神」公演
- 男更衣室

Team KII 5th Stage「彈珠汽水的飲用方法」公演
- Nice to meet you! – Center

## 出演

### 電視劇
- 馬路須加學園 最終話（2010年3月26日、東京電視台） - 飾 馬路須加女学園學生
- 私立馬鹿蘭高校（2012年4月14日 - 6月30日、日本電視台） - 飾 後宮沙耶
- 馬路須加學園2（2011年4月15日 - 7月1日、東京電視台） - 飾 年増
- 花樣少年少女2011（2011年7月10日 - 9月、富士電視台） - 飾 阿部野エリカ
- 馬路須加學園3（2012年7月13日 - 、東京電視台） - 飾 ダース
- So long ! 第3話（2013年2月13日、日本電視台） - 飾 早乙女麻美
- AKB恐怖夜 腎上腺素之夜（2015年10月22日，朝日電視台） - 飾 明日香（單篇主演）
- 毛骨悚然撞鬼經驗2016年劇場版 「紅色領巾」（2016年10月29日，富士電視台） -  飾 志島由美（主演）

### 電影
- 劇場版 私立馬鹿蘭高校 （2012年10月13日公開） - 飾 後宮沙耶

### 綜藝節目
- 有吉AKB共和国（2010年4月20日 - 、TBS電視台）
- 週刊AKB（2010年8月23日 - 、東京電視台）
- AKBINGO!（2011年1月6日 - 、日本電視台）
- AKB48神TV（家庭劇場）
  - 特別節目〜年青研究生 in 關島〜（2011年4月17日）
  - Season7（2011年8月21日・28日）
  - Season9（2012年3月11日・18日）

### 廣播
- カケダセ!（2011年4月2日 - 8月28日、NHK廣播第一・日本國際廣播電台）
與仲俣汐里称為「カケダセ!シスターズ」。

## 書籍

### 寫真集
- 大場美奈(SKE48)第一本寫真集「名為真正意義上成為大人的事情」（大場美奈(SKE48)ファースト写真集 『本当の意味で大人になるということ』；2019年8月2日發行，史克威爾艾尼克斯） - ISBN 978-4757562264

## 外部連結
- SKE48個人介紹頁 （页面存档备份，存于） （日語）
- 經紀公司個人介紹頁 （页面存档备份，存于） （日語）
- 大場美奈的X（前Twitter） （日語）
- 大場美奈的Instagram帳戶 （日語）
- 大場美奈官方博客 （页面存档备份，存于） （日語）